# Moneilema gigas
Moneilema gigas là một loài bọ cánh cứng đen lớn, không biết bay, có nguồn gốc từ sa mạc Sonoran ở độ cao dưới 1500 m. Các cánh trước hợp nhất tạo thành một lớp vỏ cứng và duy nhất. Gọi chung - cùng với 19 loài Moneilema khác - M. gigas còn được biết đến là bọ cánh cứng sừng dài xương rồng.
M. gigas thường ăn chi Cylindropuntia và Opuntia, và được biết là ăn hạt của cây xương rồng Saguaro. Ấu trùng đục vào rễ và thân cây xương rồng, đôi khi giết chết những cá thể nhạy cảm hơn. Con trưởng thành cũng ăn bề mặt của xương rồng. M. gigas hoạt động nhiều nhất vào giữa hoặc cuối mùa hè - những con trưởng thành thường xuất hiện trong mùa gió mùa hè.
Giống như nhiều loài bọ cánh cứng không biết bay khác, những loài bọ cánh cứng này có cơ cánh hạn chế với phần bụng và ngực tròn, bề ngoài tương tự như một số loài bọ sa mạc không biết bay khác. Bọ cánh cứng sừng dài xương rồng nhìn giống và bắt chước hành vi của những loài bọ xít độc hại trong chi Eleodes.

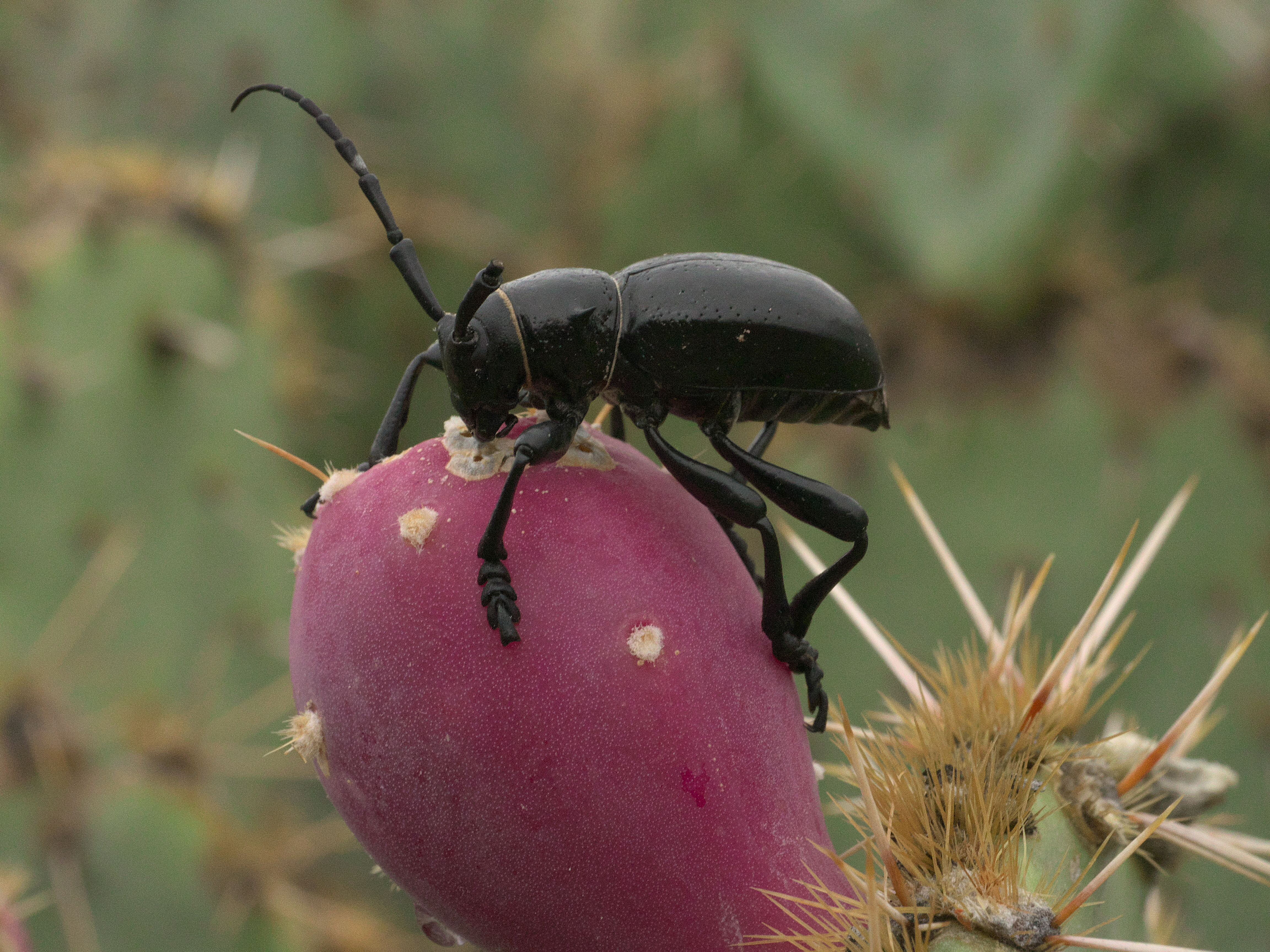
Moneilema gigas, Hạt Pima, Arizona

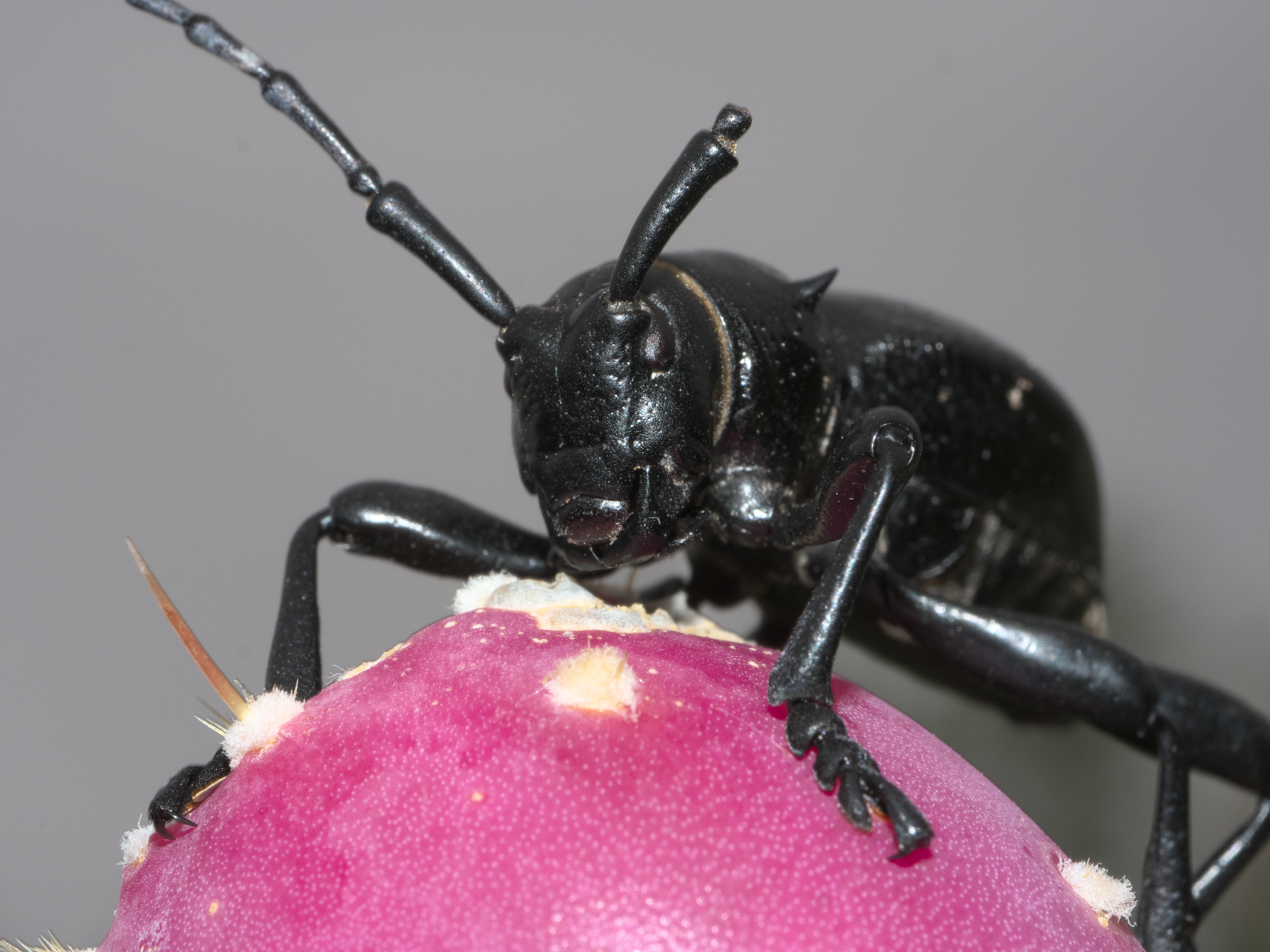
Moneilema gigas, Hạt Pima, Arizona

## Hình ảnh

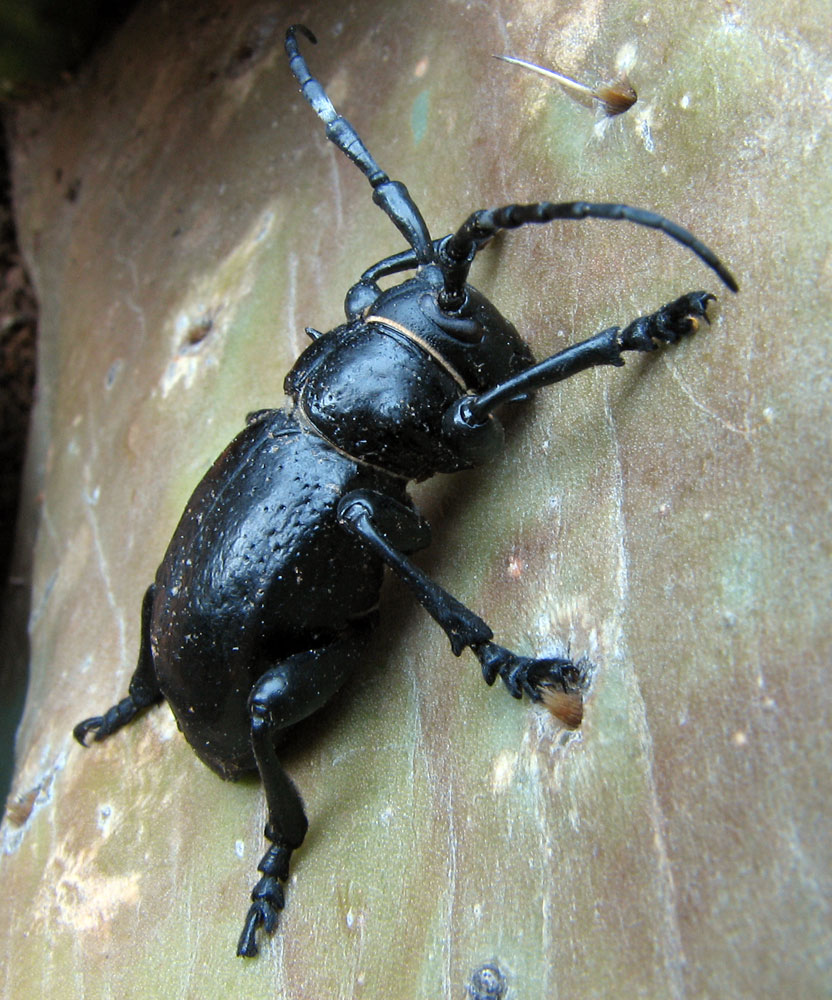